# Kántorné Engelhardt Anna
Anna Engelhardt (Nagyszeben, 1791. – Marosvásárhely, 1854. február 28.) magyar színésznő.

## Élete
Pályája 1809-ben indult. Kazinczy Ferenccel való ismeretsége folytán lett magyar színésznővé. Mikor először fellépett, még német anyanyelvű volt, a magyar nyelvet még nem beszélte tökéletesen, de idővel nagy buzgalommal tanulta meg Láng Ádám Jánostól. Ő figyelt fel rá, amikor Engelhardt Anna mint cselédlány szolgált Franz Xaver Girzik (1760–1813) német színpadi szerzőnél, a német színtársulat operai rendezőjénél. 1809-ben Kántor Gerzson komikus vette nőül. Játszott országszerte különféle színpadokon. Legnagyobb sikereit Pozsonyban aratta, ahová 1825-ben Fehér vármegye az országgyűlés idejére magyar színészeket küldött. 1847-ig mint vándorszínész játszott, utolsó fellépése 1851-ben volt. Ezután mint a marosvásárhelyi színház pénztárosa dolgozott. Élete végén nagy nyomorban élt, élelemért cserébe tanította be színésznőknek a szerepeket. Később házmesternő is volt, munkájáért cserébe szállást kapott, de dolgozott szakácsnőként is. Jeltelen sírban temették el a katolikus temetőben, halála után két évvel Prielle Kornélia állított számára síremléket. Kántorné volt legkiválóbb tragikai művésznője a régebbi magyar szinészetnek. Életrajzát Szigligeti Ede írta meg.  (Olcsó könyvtár, 57. sz.).

## Fontosabb szerepei
- Sappho (Grillparzer);
- Erzsébet (Schiller: Stuart Mária);
- Gertrudis (Katona J.: Bánk bán, az ősbemutatón is);
- Octavia (Kotzebue);
- Ilka, Szécsi Mária (Kisfaludy Károly);
- Bátori Mária (Soden–Dugonics A.).

## Emlékezete
- Kántorné utca, sétány és park Budapesten, Zugló Rákosfalva városrészében.[3]
- Kántorné szobor (Engel József) 1876[4] 1908-tól a Nemzeti Színházban állt. Később a Gobbi Hilda Stúdiószínpadban helyezték el.[5]
- Kántorné szobor (Ligeti Miklós) 1931, Magyar Nemzeti Galéria[6][7]
- Kántorné szobor (Vasas Károly) 1959, Miskolcon a Színháztörténeti és Színészmúzeum bejáratában áll.[8]
- Kántorné, egyfelvonásos színmű (Szász Károly) ősbemutató: 1905, Színiakadémiai vizsgaelőadás[9]
- Kántorné (Kárpáti Aurél) 1954, életrajzi könyv
- Színészportrék (Telepi György) festmény a debreceni Csokonai Nemzeti Színházban